# Reazione ene
Una reazione ene (reazione enica) è un esempio di reazione periciclica che coinvolge un alchene con un idrogeno allilico (il composto ene) e un reagente con un legame multiplo (chiamato enofilo).  Viene anche chiamata reazione di Alder-ene, dal nome dello scopritore Kurt Alder, che la descrisse nel 1943. Il prodotto che si ottiene deriva dalla formazione di un nuovo legame sigma con migrazione di un doppio legame, accompagnata da uno shift 1,5 dell'atomo di idrogeno. Il altre parole, il prodotto finito è un alchene sostituito con il doppio legame spostato in posizione allilica.
Una reazione ene è classificata come una reazione periciclica a trasferimento di gruppo e, pertanto, richiede substrati molto attivati e/o alte temperature. Tipicamente sono catalizzate da un acido di Lewis.

## Ene ed enofilo
I composti ene sono molecole contenenti legami π e con almeno un idrogeno in posizione allilica, propargilica o posizione-α. Tra i tanti si annoverano i legami olefinici, acetilenici, allenici, aromatici, ciclopropilici e quelli tra un atomo di carbonio e un eteroatomo.
Gli enofili hanno sostituenti elettronattrattori (EWG) che abbassano il LUMO del legame multiplo. Enofili comuni sono olefine e alchini.

## Meccanismo

### Meccanismo concertato e stati di transizione
Gli orbitali principali coinvolti sono quelli di frontieraː l'HOMO dell'ene e il LUMO dell'enofilo (come si vede nella figura sotto riportata). L'HOMO dell'ene deriva dalla combinazione di un orbitale pi greco di legame del legame vinilico con un orbitale di legame C-H dell'idrogeno allilico. Le reazioni eniche concertate, in generale, hanno un'alta energia di attivazione. Nel caso di propene ed etene si parla di 138 kJ/mol.

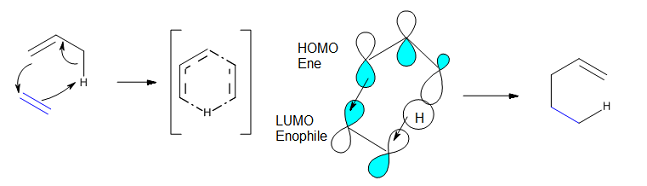
Meccanismo concertato di una reazione enica

Le reazioni ene sono etichettate come [σ2s + π2s + π2s] secondo le regole di Woodward-Hoffmann.

## Regioselettività
Come per ogni cicloaddizione, l'esito di una reazione ene è largamente dettato dall'ingombro sterico dell'idrogeno allilico. In generale, gli atomi di H metilici o metilenici sono strappati via più facilmente rispetto agli idrogeni metinici. Nelle reazioni ene termiche, l'ordine di reattività (per l'estrazione di H) è il seguenteː primario > secondario > terziario. Nelle reazioni promosse da acidi di Lewis, invece, la coppia enofilo/acido di Lewis impiegata facilita l'allontanamento di idrogeni metilici piuttosto che metilenici.
L'orientazione di una reazione ene si può prevedere in base alle cariche parziali che si formano nello stato di transizione. Il regioisomero principale è quello che deriva dallo stato di transizione in cui le cariche sono meglio stabilizzate.

## Reazioni ene catalizzate da acidi di Lewis

### Vantaggi
Le reazioni ene termiche mostrano alcuni svantaggi, come la richiesta di temperature elevate e il rischio di reazioni collaterali, come la polimerizzazione dell'olefina oppure reazioni di isomerizzazione. Dal momento che gli enofili sono elettronpoveri, la loro complessazione con un acido di Lewis accelera la reazione ene, come mostra l'esempio seguente.
Esistono molti catalizzatori di trialchilalluminio per gli enofili contenenti un C=O. Me2AlCl è molto utile con aldeidi e chetoni α,β-insaturi, così come per aldeidi aromatiche o alifatiche. Si evitano i riarrangiamenti e la solvolisi.
Nelle reazioni carbonil-ene si passa attraverso uno stato di transizione con conformazione a sedia. Le reazioni possono essere condotte anche a bassa temperatura con buone rese di un singolo regioisomero.

### Meccanismo
Le reazioni catalizzate da acidi di Lewis seguono un meccanismo concertato con uno stato di transizione polare oppure un meccanismo a stadi con un intermedio zwitterionico. La scelta dell'ene, dell'enofilo e del catalizzatore influenza molto il percorso e la cinetica seguiti nel processo. In generale, più reattivo è il complesso con l'acido di Lewis, meno periciclico sarà il decorso della reazione.